# Ungulani Ba Ka Khosa
Ungulani Ba Ka Khosa (pseudónimo de Francisco Esaú Cossa), (Inhaminga, 1 de Agosto de 1957) é um escritor e professor de Moçambique . 

## Carreira profissional
Khosa fez o ensino primário na provincia de Sofala e o ensino secundário, parte em Lourenço Marques e parte na Zambézia. Em Maputo tira o bacharelato em História e Geografia na Faculdade de Educação da Universidade Eduardo Mondlane e exerceu a função de professor do ensino secundário.
Em 1982 trabalha para o Ministério da Educação durante um ano e meio. Seis meses depois de ter saído do Ministério da Educação é convidado para trabalhar na Associação dos Escritores Moçambicanos (AEMO), da qual é membro.
Iniciou a sua carreira como escritor com a publicação de vários contos e participou na fundação da revista Charrua da AEMO.
Foi a realidade vivida em Niassa e Cabo Delgado, onde existiam as zonas de campos de reeducação que eram mal organizadas, que o fez inclinar mais para a literatura e, por isso, sentiu a necessidade de escrever para falar e expor essa realidade para as pessoas.

## Influências Literárias
- José Craveirinha
- Luís Bernardo Honwana
- Ernest Hemingway
- William Faulkner
- Franz Kafka
- Gabriel García Márquez
- Mario Vargas Llosa
- Sembéne Ousmane
- Mongo Beti
- Chinua Achebe
- Ngugi wa Thiong'o

## Prémios
- Foi o vencedor do Prémio José Craveirinha de Literatura de 2007, com a obra Os sobreviventes da noite.
- Em 2002 Ualalapi foi considerado um dos 100 melhores romances africanos do século XX.
- Em 1990 ganhou o Grande Prémio de Ficção Narrativa Moçambicana com Ualalapi

## Obras publicadas
- Ualalapi, 1987 (Romance; ganhou o grande prémio de ficção Moçambicana em 1990) [2][3];
- Orgia dos Loucos, 1990 (edição da Associação dos Escritores Moçambicanos) [2];
- Histórias de Amor e Espanto, 1999;
- No Reino dos Abutres, 2002;
- Os sobreviventes da noite, 2007 [4];
- Choriro, 2009;
- Entre as Memórias Silenciadas, 2013. [5]
- O Rei Mocho, 2016, Brasil. Editora Kapulana;
- Orgia dos Loucos, 2016, Brasil. Editora Kapulana;
- Cartas de Inhaminga, 2017.[6]
- Gungunhana , 2018, Porto Editora; [7]